# Thonningia
Thonningia,  monotipski biljni rod iz porodice Balanophoraceae. Jedina vrsta je T. sanguinea iz tropske Afrike.
Nesposobna je za proizvodnju klorofila i potpuno ovisna o domaćinu (drveće i drvenasto bilje), često na rodu Hevea. Ima snažno dugo korijenje, gomoljasto na mjestu prianjanja za korijene domaćina preko kojega dolazi do hranjivih tvari. Iznad zemlje pojavljuje se samo ljuskasta cvjetna glava, a cvjetove neka plemena koriste za svoje otrovne strelice.
Korijen je aromatičan, koristi se kao začin i za aromatiziranje juha.
Rod je opisan u Skrifter af Naturhistorie-Selskabet 6: 124. 1810.

## Sinonimi
- Haematostrobus Endl.
- Thonningia angolensis Hemsl.
- Thonningia dubia Hemsl.
- Thonningia elegans Hemsl.
- Thonningia sessilis Lecomte
- Thonningia ugandensis Hemsl.